# Sociedad de Anticuarios de Londres
La Sociedad de Anticuarios de Londres (SAL) (en inglés Society of Antiquaries of London) es una sociedad científica de historiadores y arqueólogos del Reino Unido. Fue fundada en 1707, recibió su carta real en 1751 y es una organización benéfica registrada. Tiene su sede en Burlington House en Piccadilly, un edificio propiedad del gobierno del Reino Unido.
Los aproximadamente 3300 miembros actuales son principalmente arqueólogos e historiadores.

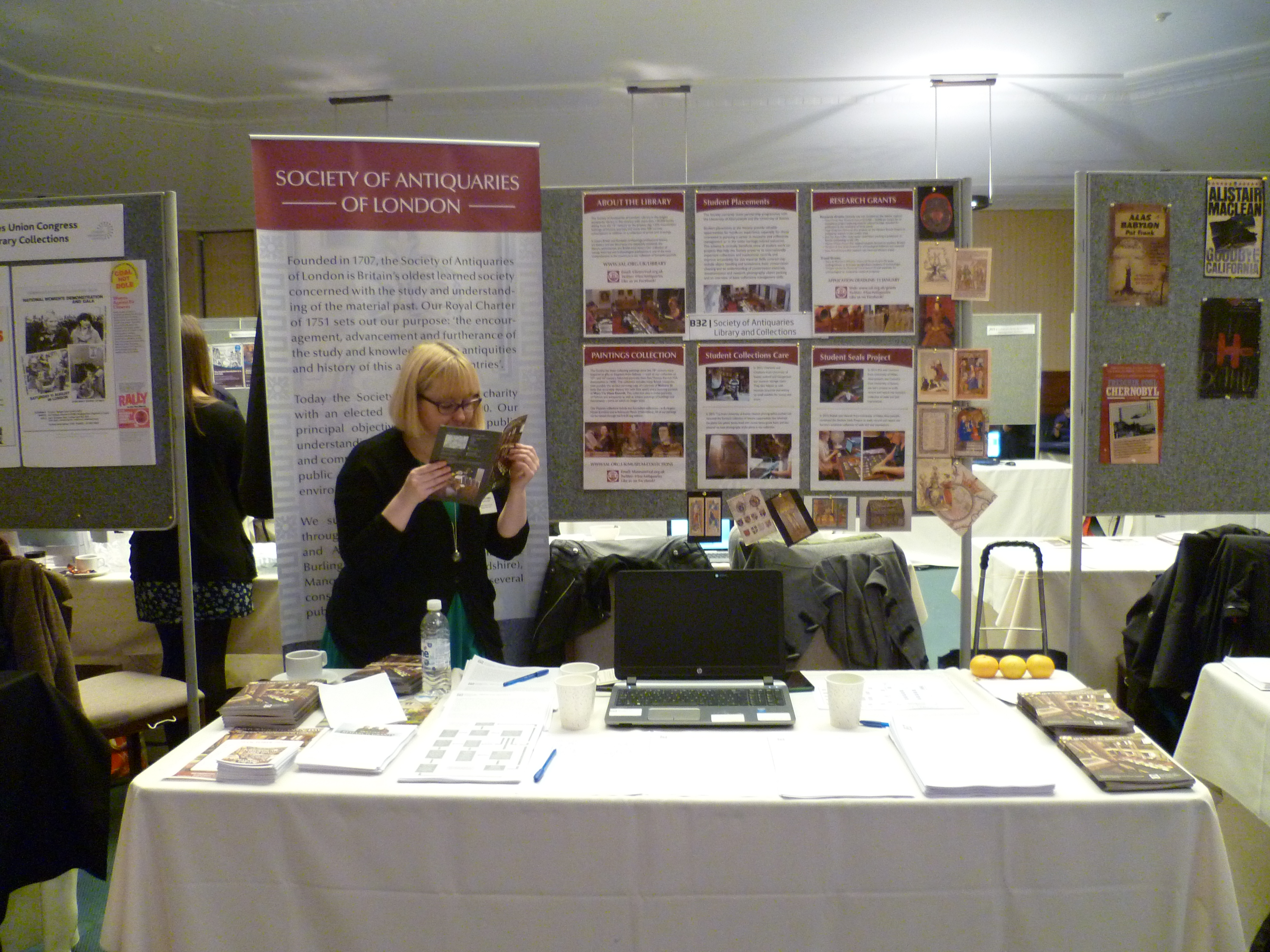
La Sociedad de Anticuarios de Londres en el Día de la Historia de la Universidad de Londres, 2016

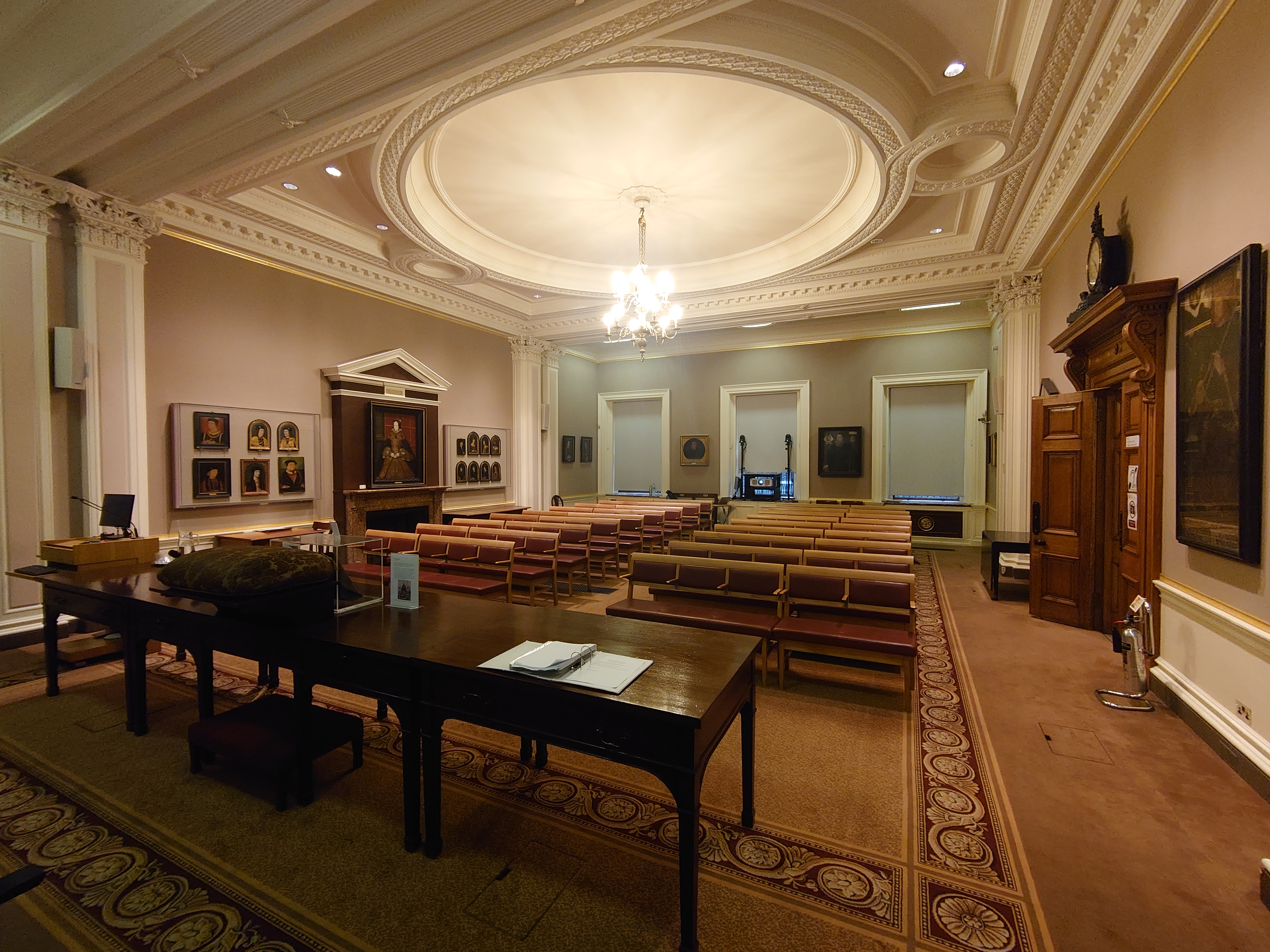
Una de las salas del ala oeste utilizada por la Sociedad de Anticuarios.

## Membresía
Los nuevos miembros de la sociedad son elegidos por los miembros de la sociedad y tienen derecho a utilizar el acrónimo FSA (Fellow of the Society of Antiquarians, ‘Miembro de la Sociedad de Anticuarios’) después de sus nombres. El procedimiento de elección es selectivo y la aceptación se considera un reconocimiento a un logro significativo en los campos de la arqueología, las antigüedades, la historia o el patrimonio. La propuesta de admisión debe ser realizada por un miembro actual y respaldada por entre cinco y doce miembros más. Luego se lleva a cabo una votación secreta entre los miembros; para ser admitido, un candidato debe recibir dos votos afirmativos por cada voto negativo.
En junio de 2022, la sociedad introdujo un nivel inferior de «miembros afiliados», abierto a cualquier persona mediante el pago de una suscripción anual. Los derechos incluyen la entrada y el préstamo en la biblioteca de la sociedad.

## Historia y antecedentes
Una organización precursora, el College of Antiquaries, fue fundada c. 1586
 y funcionó en gran medida como una sociedad de debates, hasta que el rey Jaime I prohibió sus actividades en 1614.
La primera reunión informal de la moderna Sociedad de Anticuarios tuvo lugar en la Bear Tavern en The Strand el 5 de diciembre de 1707. Este primer grupo, concebido por John Talman, John Bagford y Humfrey Wanley, solicitó una autorización de la Reina Ana para el estudio de las antigüedades británicas; sus proyectos incluían la publicación de una serie de 35 libros. La propuesta de crear la sociedad fue presentada por Robert Harley, primer conde de Oxford, pero su destitución del gobierno provocó que quedara aparcada. La constitución de la sociedad se produjo en 1717, y las actas de las primeras reuniones celebradas en la Mitre Tavern, de Fleet Street, están fechadas el 1 de enero de 1718. El primer secretario de la nueva sociedad fue William Stukeley.
Los asistentes a estas primeras reuniones examinaban objetos, daban charlas y discutían teorías sobre lugares históricos. También elaboraban informes sobre el deterioro de edificios importantes. La sociedad también se ocupaba de temas de heráldica, genealogía y documentos históricos. En 1751, su vicepresidente durante años Joseph Ayloffe solicitó con éxito una carta de constitución, lo que permitió a la sociedad poseer propiedades.
La sociedad comenzó a reunir grandes colecciones de manuscritos, pinturas y objetos, albergando tales obsequios y legados a pesar de que aún no existía una institución adecuada para ellos. La adquisición de un gran conjunto de pinturas importantes en 1828 precedió en unos 30 años a la creación de la Galería Nacional de Retratos. Un regalo de Thomas Kerrich, que incluía retratos de Eduardo IV, María Tudor y dos de Ricardo III, revela un sesgo contra los Tudor en su representación posterior.
Tras el bombardeo de Londres, la sociedad organizó muchas de las excavaciones de ruinas romanas y medievales que el bombardeo de la City había sacado a la luz, con campañas anuales realizadas entre 1946 y 1962. Entre otros hallazgos, descubrieron la hasta entonces desconocida ciudadela de Londres en la esquina noroeste del Muro de Londres. Los hallazgos fueron resumidos en 1968 por W. F. Grimes.
En 1962, la sociedad se convirtió en propietaria de la casa y el terreno de Kelmscott Manor, la antigua casa de William Morris.
En 2007, la sociedad celebró su tricentenario (dando por buenas las primeras reuniones menos formales) con una exposición en la Royal Academy titulada Making History: Antiquaries in Britain 1707–2007 (‘Haciendo historia: Anticuarios en Gran Bretaña 1707-2007’). El tricentenario también estuvo marcado por dos publicaciones importantes: una colección de diecisiete ensayos académicos sobre la historia de la sociedad misma y el cambio, ocurrido en paralelo, de las interpretaciones de los restos materiales del pasado a lo largo de los tres siglos de su existencia; y el catálogo ilustrado de la exposición, que incluía quince ensayos temáticos más breves de varios colaboradores expertos.
La sociedad experimentó un importante debate en 2019, cuando su consejo no consiguió aprobar una resolución para expulsar al miembro Hubert Chesshyre. En 2015, un tribunal dictaminó que Chesshyre había cometido delitos de abuso sexual infantil, lo que llevó a que el comité disciplinario de la sociedad recomendara que se le despojara de sus honores. El consejo emitió un comunicado diciendo que «lamenta que la mayoría de los presentes [en la votación] no consideraran apropiado apoyar la resolución» y que el incidente demostró «la necesidad de modernizar los estatutos de la sociedad y los procedimientos de gobernanza».
En 2020, tras unos comentarios de David Starkey sobre la esclavitud y el genocidio, la sociedad anunció que estaba modernizando sus procedimientos para abordar las conductas contrarias a sus valores. Posteriormente Starkey renunció a su condición de socio. 

## Biblioteca
La biblioteca de la sociedad es la biblioteca de investigación arqueológica más importante del Reino Unido. Ha ido adquiriendo material desde principios del siglo XVIII, cuenta actualmente con más de 100 000 libros y recibe alrededor de 800 publicaciones periódicas al año. El catálogo incluye dibujos y manuscritos raros, como el inventario de todas las posesiones de Enrique VIII en el momento de su muerte.
Es la biblioteca arqueológica más antigua del país, y posee una colección destacada de historias de los condados británicos, una excelente colección de libros de los siglos XVII y XIX sobre las antigüedades de Gran Bretaña y otros países y una colección excepcionalmente amplia de publicaciones periódicas (británicas y extranjeras) con tiradas que se remontan a principios y mediados del siglo XIX. 

## Publicaciones

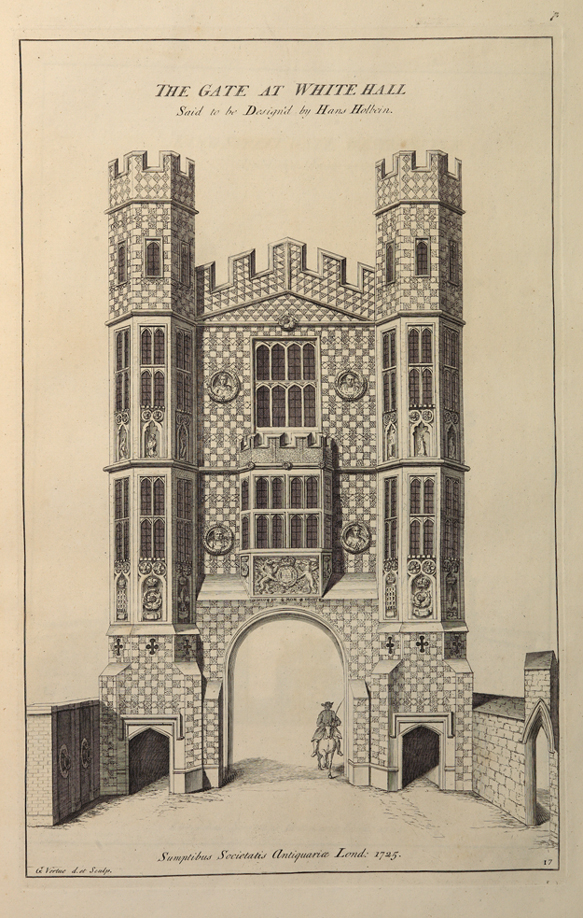
Vertue, «La puerta de Whitehall» en Vetusta Monumenta Vol.1, 1747 (1826)

### Vetusta Monumenta
En 1718, la sociedad comenzó a publicar una serie de artículos ilustrados sobre edificios, sitios y artefactos antiguos, principalmente de Gran Bretaña, generalmente escritos por miembros de la sociedad, bajo el título Vetusta Monumenta. La serie continuó apareciendo de forma irregular hasta 1906. Los artículos se publicaron en formato folio y destacaban por la inclusión de vistas finamente grabadas y reproducciones de artefactos.

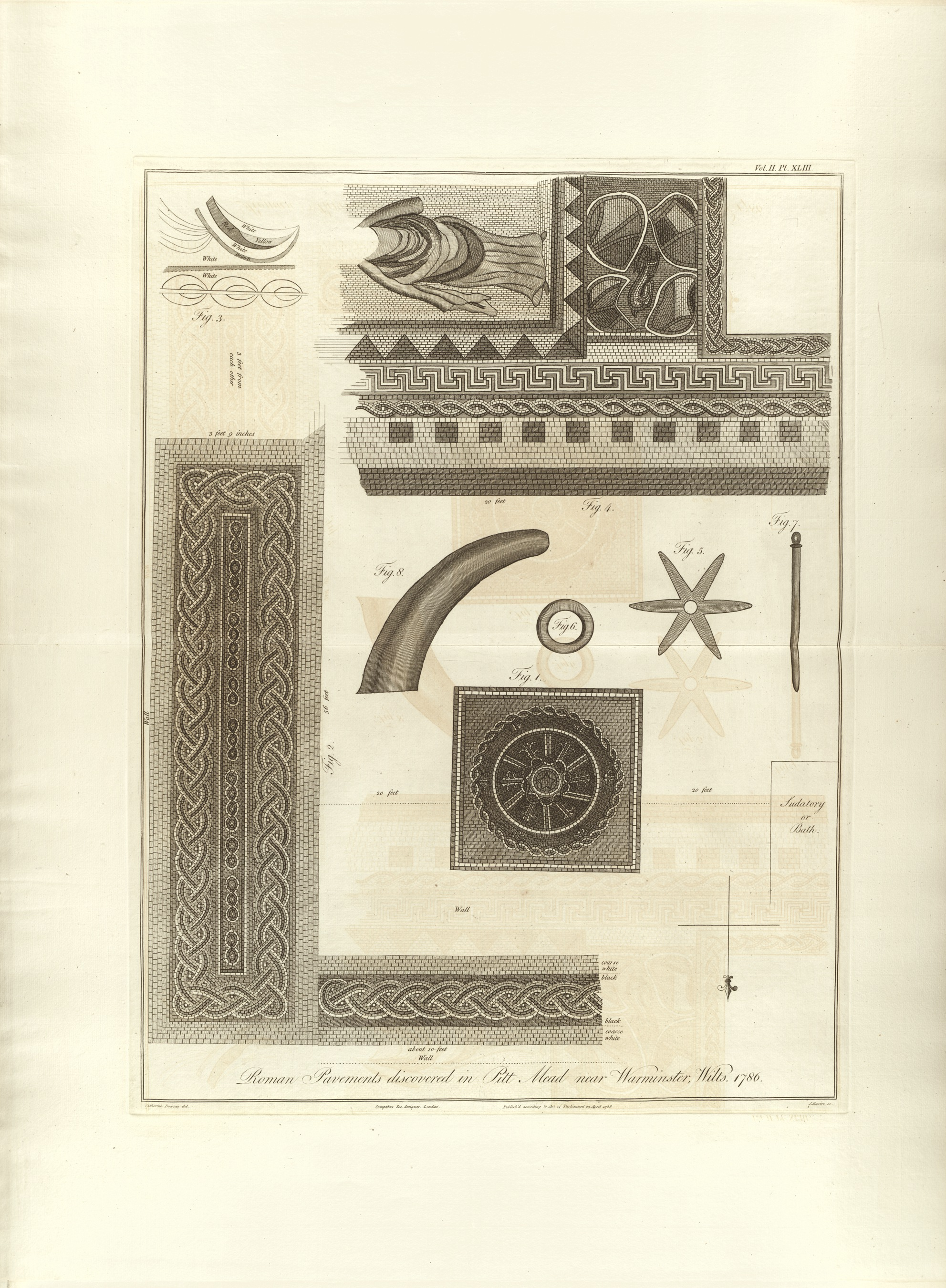
Mosaico de la villa romana de Pit Mead, ilustraciones de Catherine Downes, grabado por James Basire y presentado al SAL por Daines Barrington

La sociedad empleó un grabador desde sus inicios (los primeros fueron George Vertue, James Basire y sus sucesores) que trabajaba para producir la placa de cobre utilizada en la impresión de las ediciones en folio. Las impresiones eran a menudo grandes y atractivas, y estaban destinadas a satisfacer la demanda popular de temas arqueológicos; sus ilustraciones cuasi científicas a menudo iban acompañadas de múltiples puntos de vista de detalles arquitectónicos. Un miembro de la sociedad, Richard Gough (director entre 1771 y 1791), buscó expandir y mejorar la publicación de las investigaciones de la sociedad, motivado por la constante desaparición de ejemplos de arquitectura gótica.
Una serie posterior de ediciones de gran formato se utilizó que encajara el tamaño de algunas obras históricas que la sociedad había encargado reproducir en acuarela a Edward Edwards y Samuel Hieronymus Grimm en 1771; las primeras ediciones de estas fueron realizadas en su mayoría por Basire. El primero de ellos con una reproducción de una pintura al óleo del siglo XVI de la escena histórica del Campo del Paño de Oro. El papel para esta serie requería un tamaño mayor al disponible, por lo que el fabricante James Whatman recibió instrucciones de crear una hoja de 31 x 53 pulgadas (790 x 1,350 mm); el nombre que se da a este formato es «Anticuario». El grabado de la placa, de 4 pies 1 plg (1,2 m) por 2 pies 3 plg (0,7 m), requirió dos años para completarse. La tirada estándar de esta serie fue de 400 copias; la sociedad almacenó cuidadosamente las planchas y las utilizó ocasionalmente para satisfacer pedidos posteriores; solo se conservan hoy en día tres de las siete planchas.

### Archaeologia
La primera revista de la sociedad fue Archaeologia (título completo: Archaeologia; or Miscellaneous Tracts relating to Antiquity), cuyo primer volumen apareció, en formato cuarto, en 1770. La revista contenía principalmente artículos presentados en las reuniones de la sociedad; en los primeros años se incluyeron muchos presentados en décadas anteriores que habían permanecido inéditos. Archaeologia continuó apareciendo de manera más o menos regular hasta después de la Segunda Guerra Mundial, pero luego se volvió cada vez más irregular y parte de su terreno fue ocupado por otras revistas de la sociedad. Sólo se publicaron dos volúmenes en la década de 1980 (vols. 107 y 108) y dos en la década de 1990 (vols. 109 y 110, publicados en 1991 y 1992 respectivamente). La colección de ensayos del tricentenario de la sociedad en 2007 se publicó técnicamente como volumen 111 de Arqueología. Desde entonces no se han publicado volúmenes impresos.
En enero de 2023, Archaeologia se relanzó como una revista digital ocasional, para servir como vehículo para artículos de investigación de acceso abierto con una extensión superior al límite superior de c. 10 000 palabras que tiene el Antiquaries Journal.

### ProceedingsyAntiquaries Journal
En 1843 la sociedad tomó la decisión de publicar algunas de sus actas en una segunda revista de formato más pequeño, inicialmente sin ilustraciones, que pudiera aparecer con mayor frecuencia que Archaeologia; se tituló Proceedings of the Society of Antiquaries of London. La primera parte apareció en 1844 (conteniendo documentos entregados en 1843), y esta primera serie continuó hasta 1859, momento en el que ya habían aparecido cuatro volúmenes. Se inició entonces una segunda serie, de la que aparecieron 32 volúmenes hasta 1920.
En 1921, Proceedings fue reemplazada por una nueva revista anual, el Antiquaries Journal, que continúa hasta el día de hoy, habiéndose publicado el volumen 101 en 2021.

### Salon
Desde finales de 2001, la sociedad publica un boletín quincenal en línea llamado Salon (Society of Antiquaries Online Newsletter).